# Jugend in Aktion
Erasmus+ Jugend in Aktion bietet Fördermöglichkeiten für Jugendprojekte bzw. die außerschulische Jugendarbeit. Es ist Teil des EU-Förderprogramms „Erasmus+“ für Bildung, Jugend und Sport für die Jahre 2014 bis 2020. Insgesamt stehen im Erasmus+ Programm europaweit 14,7 Milliarden Euro an Fördermitteln zur Verfügung, davon entfallen ca. 1,4 Milliarden auf den Jugendbereich. Für den Zentrum 2021–2027 ist ein Nachfolgeprogramm vorgesehen.

## Ziele des Programms
Seit dem 1. Januar 2014 gibt es das Programm „Erasmus+ Jugend in Aktion“ (Verordnung (EU) Nr. 1288/2013 zur Einrichtung von „Erasmus+“, dem Programm der Union für allgemeine und berufliche Bildung, Jugend und Sport). Somit sind alle Mobilitätsprogramme im Jugend-, Bildungs- und Sportbereich unter dem Dach von Erasmus+ versammelt.
Die Europäische Kommission sowie die Exekutivagentur Bildung, Audiovisuelles und Kultur (EACEA) der Europäischen Kommission sind für die Verwaltung zentralisierter Programmelemente zuständig. Auf nationaler Ebene wird die Implementierung des Erasmus+ Programms nationalen Agenturen übertragen. Diese informieren in den einzelnen Ländern über das Programm, prüfen und evaluieren in ihrem Land eingereichte Projekte und unterstützen teilnehmende Personen und Organisationen.
Ziele des Jugendprogrammes sind
- die Förderung von kultureller Diversität und interkulturellem und -religiösem Dialog,
- die Entwicklung gemeinsamer Werte wie Freiheit, Toleranz und Achtung vor Menschenrechten,
- die Förderung von Medienkompetenz, kritischem Denken und unternehmerischem Sinn junger Menschen,
- die Förderung aktiver Bürger*innenschaft junger Menschen
- die Stärkung der Kompetenzen von Fachkräften der Jugendarbeit

Ein wichtiger Schwerpunkt von Erasmus+ ist Chancengleichheit und Inklusion. Inklusion bedeutet im Rahmen von Erasmus+, Menschen aus herausfordernden Verhältnissen und Situationen besonders bei der Planung und Gestaltung von Erasmus+ Projekten zu berücksichtigen und ihnen den Zugang zu Angeboten des Programms zu erleichtern. Im Bereich Jugend wurde eine Strategie zur Integration und Vielfalt als gemeinsamer Rahmen konzipiert, um die Teilnahme und die Inklusion von jungen Menschen mit geringeren Chancen am Erasmus+ Programm zu unterstützen.
Zielgruppe sind „Jugendliche zwischen 13 und 30 Jahren“, sowie Einrichtungen und Institutionen, die in der Jugendarbeit aktiv sind, Jugendverbände und andere Institutionen, die für oder mit Jugendlichen arbeiten.

## Struktur des Programms
Innerhalb des Programms Erasmus+ Jugend in Aktion werden verschiedene Projektarten in den Bereichen Mobilität, Zusammenarbeit und Beteiligung gefördert. Diese Bereiche werden auch als Leitaktionen oder Key Actions bezeichnet.
- Key Action 1 – Mobilität: Unter dieser Leitaktion wird die Mobilität von Jugendlichen sowie von Jugendarbeitern gefördert. Einerseits können Förderungen für „Jugendbegegnungen“ (Treffen junger Menschen aus verschiedenen Ländern zu einem gesellschaftlich relevanten Thema) beantragt werden, andererseits für den Austausch und Trainings von Fachkräften der Jugendarbeit.
- Key Action 2 – Zusammenarbeit: Im Rahmen sogenannter „Strategischer Partnerschaften“ werden Projekte gefördert, die auf Innovationen sowie die cross-sektorale Zusammenarbeit im Jugend- und Bildungsbereich abzielen. Auch transnationale Jugendinitiativen sowie Capacity Building-Projekte werden unterstützt.
- Key Action 3 – Beteiligung: Im Rahmen des „Jugenddialogs“ werden Projekte unterstützt, die eine aktive Beteiligung und das Mitwirken junger Menschen am demokratischen Leben in Europa fördern.

Projekte aus anderen Bereichen (Freiwilligeneinsätze, Jobs & Praktika, Solidaritätsprojekte) fördert das zweite EU-Jugendförderprogramm Europäisches Solidaritätskorps (ESK).

## Deutschland: Jugend für Europa (JfE)
In Deutschland wird es von der Agentur Jugend für Europa (JfE) mit Sitz in Bonn umgesetzt. Auftraggeber sind die EU-Kommission und das Bundesministerium für Familie, Senioren, Frauen und Jugend (BMFSFJ).
Die deutsche Nationalagentur vergibt Fördergelder, koordiniert Programmaktionen wie den  Europäischen Freiwilligendienst oder internationale Jugendbegegnungen, berät Jugendprojekte, schult Fachkräfte in der Bildungs- und Jugendarbeit und informiert die Öffentlichkeit über jugendpolitische Entwicklungen auf europäischer Ebene.
Von 2007 bis 2013 stehen „JUGEND für Europa“ 80 Millionen Euro aus dem Programm Jugend in Aktion zur Verfügung. Pro Jahr sollen damit rund 300 Jugendbegegnungen mit 12.000 Teilnehmern, 120 Jugendinitiativen und 1.200 Europäischen Freiwilligen gefördert werden. Insgesamt möchte die Agentur mehr als 100.000 deutschen Jugendlichen europäische Erfahrungen ermöglichen und zum zivilgesellschaftlichen Engagement anregen.
Zu den Grundsätzen von JUGEND für Europa gehört es, Jugendliche als souveräne Akteure ernst zu nehmen und zu unterstützen. Die Agentur regt Jugendliche zur demokratischen Teilnahme an, indem sie gezielt Projekte fördert. Es wird der Ideenaustausch in Gang gehalten. Darüber hinaus wird ausführlich über jugendpolitische Entwicklungen auf europäischer Ebene informiert.
Trainingsmaßnahmen, Förderung von Netzwerken und die Unterstützung innovativer Projekte sollen Qualität und Kompetenz unter den Akteuren der Jugendarbeit stärken. Die erworbenen Qualifikationen können europaweit mit einem „Youthpass“ belegt werden. Das ist ein von JUGEND für Europa entwickeltes Arbeitszeugnis für bürgerschaftliches Engagement, das bei Bewerbungen auf dem Arbeitsmarkt hilfreich sein soll.
Seit 2001 ist JUGEND für Europa auch SALTO Centre für Training und Kooperation. SALTO steht für Support for Advanced Learning & Training Opportunities. Es werden Fortbildungsaktivitäten koordiniert, die im Rahmen des Netzwerks der Nationalagenturen angeboten werden. Weiterhin entwickelt SALTO spezielle Trainingskurse zur Steigerung der Qualität von Projekten im EU-Programm. SALTO unterstützt die Nationalagenturen bei der Umsetzung von Schwerpunktthemen und bei der Förderung von bestimmten Partnerregionen.

## Österreichische Nationalagentur für Erasmus+ Jugend in Aktion
Für den Jugendbereich – „Erasmus+: Jugend in Aktion“ – ist in Österreich das IZ – Verein zur Förderung von Vielfalt, Dialog, Bildung im Auftrag des „Bundeskanzleramtes – BM für Frauen, Familien und Jugend“ als Nationalagentur verantwortlich.
Die Agentur wird von neun Regionalstellen in den Bundesländern unterstützt:
- Wien: wienXtra Jugendinfo
- Niederösterreich: Jugend:info Niederösterreich
- Oberösterreich: Verein 4YOUgend
- Steiermark: LOGO! EU.INFO
- Tirol: InfoEck Tirol
- Vorarlberg: aha Tipps & Infos für junge Leute
- Kärnten: Landesjugendreferat Kärnten
- Salzburg: Akzente Salzburg
- Burgenland: Landesjugendreferat Burgenland

## Schweizerische Agentur Jugend in Aktion
Die Schweiz war von 2011 bis 2014 ein offizielles Programmland und durfte seither als vollwertiges Mitglied am Jugend in Aktion Programm teilnehmen. Das Mandat für die Umsetzung der europäischen Bildungs-, Berufsbildungs- und Jugendprogrammen hat die ch Stiftung für eidgenössische Zusammenarbeit inne.
Mit der Verabschiedung der Eidgenössischen Volksinitiative «Gegen Masseneinwanderung» im Februar 2014 wurde der Schweiz der Status als „Programmland“ aberkannt, weil die EU die für die Durchführung der Programme notwendige Freizügigkeit nicht mehr als gegeben ansah. Seitdem hat die Schweiz den Status eines „Partnerlandes“.